# Nika Machaidze
Nika Machaidze, gebürtig Nikolos Machaidze (georgisch ნიკოლოზ (ნიკა) მაჩაიძე; dt. Transkription Nikolos Machaidse; * 1972 in Tiflis) ist ein georgischer Regisseur und Musiker. Bekannt ist er auch unter seinen Pseudonymen Nikakoi  (georgisch ნიკაკოი; russisch никакой) und Erast (georgisch ერასტი). 

## Leben
Nika Machaidze war von klein auf mit dem Filmgeschäft vertraut, da sowohl sein Vater Vaja Machaidze als auch seine zwei Onkel väterlicherseits darin tätig sind bzw. waren. Sein älterer Bruder Giorgi arbeitet als Schauspieler. Seine Cousine ist die Künstlerin und Filmemacherin Salome Machaidze.

## Werk
Nika Machaidze studierte Animation und Regie an der Filmfakultät des Schota-Rustaweli-Theaterinstituts in Tbilisi, wo er 1992 seinen Abschluss im Fachbereich Animation machte und 1997 einen Abschluss als Regisseur. Von 1991 bis 2000 arbeitete er als Autor, Regisseur, Komponist und Editor für das staatliche georgische Fernsehen und für Rustawi 2.
Machaidze gehört der georgischen Künstlergruppe Goslab an. Beim Kurzfilmfestival in Oberhausen 2001 stand ein Film von Nikakoi auf dem Programm, bei den MUVI Awards 2002 wurde ein Video von Tusia Beridze mit dem zweiten Platz ausgezeichnet, für das er die Musik beigetragen hatte.
Nika Machaidze hat etliche Musikvideos für sich und befreundete Musiker produziert (siehe unten). 2005 beteiligte er sich mit sechs Videos an dem Film Elektronavtebi/Electronauts, der für das Staatliche Georgische Fernsehen produziert wurde.

## Musiker
1999 trat Nika Machaidze in Paris beim Electronic Music Festival auf und gewann dort den Großen Preis. Auf der Suche nach einem Künstlernamen griff er auf einen Vorschlag der befreundeten Künstlerin Thea Djordjadze zurück und nannte sich fortan Nikakoi (никакой, russisch für Keiner). 
Unter diesem Namen produziert Machaidze eine Art von elektronischer Musik (IDM), die auf Breakbeat-Rhythmen Harmonie- und Melodieführungen mit Bezügen zur georgischen Volksmusik setzt. Seine Stücke sind häufig im Moll-Tongeschlecht geschrieben, wodurch er eine melancholische Stimmung erzeugt.
Im Februar 2002 veröffentlichte Machaidze auf dem Berliner Label WMF Records sein erstes Album Sestrichka (russisch für: Schwesterchen). Für Veröffentlichungen auf dem Label Laboratory Instinct legte er sich als weiteres Pseudonym den Namen Erast zu, womit er sich auf den fiktiven Charakter Erast Fandorin bezieht.
Machaidze ist Autor von Film- und Theatermusik, beispielsweise für das Theaterstück Der Park von Botho Strauss oder für den Film Banditen von Zaza Rusadze. Er steuert Musik für Modenschauen, für Jingles für das georgische Fernsehen und für Werbespots bei. 
Als Musiker ist er u. a. an Werken von Tusia Beridze und George Dzodzuashvili (Post Industrial Boys) beteiligt.

## Tonträger
- Sestrichka. WMF Records, 2002
- Shentimental. WMF Records, 2003
- Goodair and Minimissing. Laboratory Instinct, 2004
- Cyberpunk. Laboratory Instinct, 2006
- requiem for deranged robot. Laboratory Instinct, 2009
- selected. Laboratory Instinct, 2009

## Filmografie
Als Regisseur
- Ulaya Saba (2011, animierter Spielfilm, in Produktion)
- Natalie Beridze – In the White (2011, Musikvideo)
- Natalie Beridze – What about things like bullets (2011, Musikvideo)
- Natalie Beridze – I share my breath with you (2011, Musikvideo)
- Tbilisuri Love Story (2009, Episodenfilm; eine Episode)
- Anarekli (2009, Kurzfilm)
- Nikakoi – Ghostfile #1 (2009, Musikvideo)
- Thomas Brinkmann – Questionary about luck - (2006, Musikvideo)
- Erasti Cyberpunk NLQ (2005, Musikvideo)
- Erast Poema (2004, Musikvideo)
- Undine (2003, Kurzfilm)
- To be continued (2003, Kurzfilm)
- Globus (2003, Kurzfilm)
- Nikakoi – Citylights (2002, Musikvideo)
- Nika Machaidze – Undine (2000, Musikvideo)
- Tusja Beridze – Kingdom (2000, Musikvideo)
- mit Tamuna Karumidze: Hasen (Wir alle sind die Raben 2) (2000, Kurzfilm)
- mit Tamuna Karumidze: Wir alle sind die Raben (2000, Kurzfilm)

Als Darsteller
- 2004: Boards of Monte-Carlo 2
- 2009: Anarekli

Als Drehbuchautor
- 2009: Falten und Risse

Als Komponist
- Archil Kavtaradze: Koma (2013)
- Archil Kavtaradze: Subordinacia (2007)
- Salome Machaidze: Trigger Tiger (2006)
- Levan Adamia: Komendantis saati (2006)
- Giorgi Tsikarishvili: The first word is missing (2005)
- Oliko Zhghenti: Knut Hamsunis Kavkasiuri Misteriebi (2005)
- Salome Machaidze: Boards of Monte-Carlo 2 (2004)
- Zaza Rusadze: Banditen (2003)
- Maya Sumbadze: 443 (2000)
- Giorgi Sumbadze: Tu (2000)